# سعر الفائدة بين البنوك في مومباي
سعر الفائدة بين البنوك في مومباي MIBOR هو سعر مرجعي يومي يعتمد على أسعار الفائدة التي تقدم بها البنوك إقراض أموال غير مضمونة إلى بنوك أخرى في سوق المال في الهند (أو سوق ما بين البنوك).

## نبذة
في 15 يونيو 1998 شجع الصرف لتطوير سعر مرجعي لمصطلح سوق المال. أنطلقت أسعار السوق طويلة الأجل لشهر واحد و 3 أشهر في 1 ديسمبر 1998. تم تحديد السعر على أساس «السعر المتوسط على أساس الحجم لمعدلات التداول من 9 إلى 10 صباحًا».